# 琼·福尔兹
琼·福尔兹（英語：June Foulds，1934年6月13日—2020年11月6日），英国女子田径运动员，主攻短跑。她曾代表英国参加1952年和1956年夏季奥林匹克运动会田径比赛，获得一枚银牌和一枚铜牌。